# Kimberley (Sudafrica)
Kimberley è la capitale e la città più grande della Provincia del Capo Settentrionale del Sudafrica. Si trova a circa 110 km a est della confluenza dei fiumi Vaal e Orange. La città ha un notevole significato storico a causa del suo passato minerario di diamanti e l'assedio durante la Seconda Guerra Boera. Gli uomini d'affari britannici Cecil Rhodes e Barney Barnato fecero fortuna a Kimberley, e Rhodes fondò la società di diamanti De Beers nei primi giorni in cui si trovava nella città mineraria.
Il 2 settembre 1882, Kimberley fu la prima città nell'emisfero australe, e la seconda al mondo dopo Filadelfia negli Stati Uniti, ad installare i lampioni elettrici per l'illuminazione pubblica. La prima borsa in Africa fu costituita a Kimberley già nel 1881.

## Storia
Nel 1866 Erasmus Jacobs trovò accidentalmente un diamante di 21,25 carati sulle sponde del fiume Orange, nei pressi di Hopetown. Un secondo ritrovamento (in questo caso di un diamante a 83,50 carati) avvenne nel 1871 sulle pendici della collina Colesberg Kopje. Questi eventi diedero inizio alla prima corsa ai diamanti, che richiamò nella zona migliaia di minatori. La collina sparì velocemente, trasformandosi in quello che fu chiamato il Big Hole (il "grande buco"). L'insediamento principale formatosi in seguito a questo afflusso di coloni, "New Rush", venne ribattezzato Kimberley il 5 giugno 1873, in onore del Segretario di Stato per le Colonie Britanniche John Wodehouse, conte di Kimberley.
La scoperta dei diamanti nella zona di Kimberley fu uno dei fattori che contribuirono a compromettere del tutto l'equilibrio già precario fra gli inglesi, che controllavano la Colonia del Capo, e i boeri dello Stato Libero dell'Orange. Nonostante le proteste dei boeri, gli inglesi immediatamente rivendicarono come propria la zona della miniera, che divenne colonia britannica con nome di Griqualand West.
La più grande compagnia a dedicarsi all'estrazione diamantifera fu la De Beers di Cecil Rhodes. Rapidamente Kimberley divenne la più grande città della zona, e Rhodes uno degli uomini più ricchi del mondo. Furono aperti diversi scavi: il più grande, di circa 170.000 m² di ampiezza e 240 metri di profondità, fruttò a Rhodes 3 tonnellate di diamanti. Il 2 settembre 1882 Kimberley divenne la prima città del Sudafrica ad avere illuminazione elettrica nelle strade. Le scuole di Kimberley, in seguito trasferite a Johannesburg, furono il primo nucleo attorno a cui si sarebbe sviluppata una delle principali università sudafricane, la University of the Witwatersrand.
Il 14 ottobre 1899, all'inizio della Seconda guerra boera, Kimberley fu assediata. Nel tentativo di spezzare l'assedio le forze inglesi subirono ingenti danni e gli assedianti si ritirarono il 15 febbraio 1900. Nel frattempo gli inglesi avevano costruito a Kimberley uno dei campi di concentramento per la reclusione dei prigionieri boeri. Nel 1913 fu istituita a Kimberley la prima scuola di volo del Sudafrica, dove furono addestrati quelli che sarebbero diventati i primi piloti della South African Air Force. Sempre a Kimberley fu creato il primo mercato azionario sudafricano. Nel maggio del 2000 si svolse a Kimberley una conferenza sul tema dei numerosi conflitti legati al mercato dei diamanti. Da questo incontro prese il nome il Kimberley Process, iniziativa diretta al controllo delle importazioni ed esportazioni dei diamanti grezzi da aree a rischio di conflitti.

## Il sito di Driekopseiland
Driekops Eiland è un sito archeologico che si trova nel letto del fiume Riet, vicino alla città di Plooysburg, nei pressi di Kimberley. Si tratta di un sito importante contenente incisioni rupestri o petroglifi.